# Marcelo Duarte
Marcelo Duarte (São Paulo, 31 de outubro de 1964) é um jornalista brasileiro.
É formado pela Escola de Comunicações e Artes da Universidade de São Paulo, em 1985, e fundador da editora Panda Books (setembro de 1999).
É conhecido pela série de livros O Guia dos Curiosos, que começou a ser lançada em 10 de maio de 1995.
Tem cinco livros lançados pela coleção Vaga-Lume, da Editora Ática. É autor também de "Esquadrão Curioso - Caçadores de Fake News", a primeira publicação brasileira a tratar de notícias falsas para o público infanto-juvenil.
Os livros "Independência ou Zero" e "Memórias Póstumas do Burro da Independência" foram escolhidos no Prêmio de Incentivo à Publicação Literária - 200 anos da Independência, da Secretaria Especial da Cultura/Ministério do Turismo

## Carreira
Em 1992, enquanto escrevia para a revista Veja São Paulo uma reportagem sobre a demora de atendimento em bancos, relatou que os  70 metros de fila seriam atravessados por uma tartaruga ou uma lesma mais rápido do que uma pessoa esperando sua vez. A aprovação dos colegas sobre sua escrita o levou a começar a compilar informações similares para usar em seus textos, inclusive com os outros jornalistas o consultando quando queriam dados comparativos. Eventualmente em 1994, inspirado em coleção de livros de 1960, Curiosidades - Como se Aprende, Distraindo-se, que conseguiu de uma tia em Olímpia, Duarte buscou a editora Companhia das Letras sugerindo a criação de um almanaque com informações nos mais variados tópicos. Após conseguir a aprovação, seguiu-se um ano de pesquisa antes do lançamento de O Guia dos Curiosos. Ajudado por uma aparição de Duarte no Jô Soares Onze e Meia um dia depois do lançamento, o livro se tornaria um grande sucesso, esgotando rapidamente a primeira tiragem de 3 mil exemplares, e mais de 300 mil cópias no geral, contabilizando também as vendas das versões atualizadas lançadas nos aniversários de 10 (2005) e 20 anos (2015). Duarte faria versões derivadas do Guia em temas como esportes e sexo, inicialmente pela Companhia das Letras antes de serem assumidos pela editora que Duarte fundou em 1999, Panda Books.
Apresenta desde 01/08/2020 os programas "Olá, Curiosos!" e "Quem Te Viu, Quem TV" no canal do Guia dos Curiosos no YouTube. O "Quem Te Viu, Quem TV", apresentado ao lado de Magalhães Júnior, foi finalista do Prêmio APCA (Associação Paulista dos Críticos de Arte) 2021 na categoria "Rádio/Podcast - Cultura".
Apresentou o programa "É Brasil que Não Acaba Mais" de 22 de agosto de 2009 a 11 de abril de 2020, na BandNews FM. Teve ao seu lado os jornalistas Eduardo Barão, Luiz Megale, Maiara Bastianello e Débora Alfano. Foi finalista do Prêmio APCA em 2017.
Na Rádio Bandeirantes, apresentou os programas "Fanáticos por Futebol", "Mania de São Paulo" e o "Manhã Bandeirantes" (13/04/2015 a 10/03/2017). Apresentou o programa "Você é Curioso?" de 21 de julho de 2001 a 23 de julho de 2020, ao lado de Silvânia Alves, onde foi premiado em 2006 com o Prêmio APCA na categoria educação em rádio.
Escolhido em 2017, 2018 e 2019 como um dos 10 jornalistas da área de mídia falada na categoria Cultura no Prêmio Comunique-se.
Foi o criador da revista Ação Games. Também trabalhou nas revistas Placar, Playboy e Veja S. Paulo, todas da Editora Abril, entre 1984 e 1998, sendo diretor de redação da Placar e redator chefe da Playboy.
Trabalhou na ESPN Brasil, onde apresentou programas como Loucos por Futebol, entre 2002 e 2014.
Cobriu quatro Copas do Mundo (1998, 2006, 2010 e 2014), cinco Olimpíadas (1988, 1996, 2002, 2008 e 2012) e dois Panamericanos (1987 e 2007).
Escreveu, entre 2002 e 2012, a página "Curiocidade", com curiosidades da cidade de São Paulo, que circulava aos sábados no Jornal da Tarde.

### Mídia impressa
- Revista Placar - 1984 a 1988 - estagiário, repórter, repórter especial, editor, editor especial e redator-chefe
- Revista Playboy - 1989 e 1990 - redator-chefe
- Revista Veja São Paulo - 1991 a 1994 - editor
- Revista Placar - 1995 a 1998 - diretor de redação

### Rádio e televisão
- Loucos por Futebol - ESPN Brasil (2002 a 2014)
- Você É Curioso? - Rádio Bandeirantes São Paulo (2001 a 2020)
- Manhã Bandeirantes - Rádio Bandeirantes São Paulo (2015 a 2017)
- É Brasil Que Não Acaba Mais - BandNews FM (2009 a 2020)
- É São Paulo Que Não Acaba Mais - BandNews FM

### Livros
- O Guia dos Curiosos (1995, Cia. das Letras - 2005, Panda Books[11])
- O Guia dos Curiosos: Esportes (2006, Panda Books)[12]
- O livro das Invenções (1997, Cia. das Letras) / O Guia dos Curiosos - Invenções (2007, Panda Books)[13]
- O Guia dos Curiosos: Brasil (2010, Panda Books)[14]
- O Guia dos Curiosos: Sexo - com Jairo Bouer (2008, Panda Books)[15]
- O Guia dos Curiosos: Língua Portuguesa (2003, Panda Books)[16]
- O Guia dos Curiosos: Jogos Olímpicos (2004[17] e 2012[18], Panda Books)
- O Guia das Curiosas - com Inês de Castro (2008, Panda Books)[19]
- O Guia dos Curiosos: Copas (2014, Panda Books)[20]
- O Guia dos Curiosos: Fora de série (2021, Panda Books)[21]
- O Guia dos Curiosinhos - Super-Heróis (2011, Panda Books)[22]
- O Guia dos Curiosinhos - Folclore (2013, Panda Books)[23]
- A Arca dos Bichos (2012, Panda Books)[24]
- Ouviram do Ipiranga: a História do Hino Nacional Brasileiro (2012, Panda Books)[25]
- Os Endereços Curiosos de São Paulo (2012, Panda Books)[26]
- Os Endereços Curiosos de São Paulo 2 (2004, Panda Books)[27]
- A Origem de Datas e Festas (2005, Panda Books)[28]
- O Livro dos Segundos Socorros (com Doutores da Alegria)
- Almanaque das Bandeiras
- O Dia em que me Tornei... Corintiano (2013, Panda Books)[29]
- Jogo Sujo (Coleção Vaga-Lume) (2020, Panda Books)[30]
- Meu Outro Eu (Coleção Vaga-Lume)
- O Ladrão de Sorrisos (Coleção Vaga-Lume Júnior)
- Deu a Louca no Tempo (Coleção Vaga-Lume)
- Tem Lagartixa no Computador (Coleção Vaga-Lume)
- Um Livro Fechado para Reforma (sobre o acordo ortográfico que entrou em vigor em janeiro de 2009)
- A Mulher que Falava Para-Choquês (2008, Panda Books)[31]
- Enciclopédia dos Craques - com Mário Mendes (2011, Panda Books)[32]
- 100 Camisas que Contam as Histórias de Todas as Copas (2018, Panda Books)[33]
- Infográficos Olímpicos (2016, Panda Books)[34]
- O Mistério da Figurinha Dourada (2017, Panda Books)[35]
- Esquadrão Curioso - Caçadores de Fake News (2018, Panda Books)[36]
- Independência ou zero! (2021, Panda Books)[37]
- Memórias póstumas do burro da independência (2021, Panda Books)[38]
- O Guia dos Curiosos - Edição Fora de Série (2021, Panda Books)
- Parabéns a Você! (2022, Panda Books)